# ブライアン・スカラブリニ
ブライアン・デイヴィッド・スカラブリニ  (Brian David Scalabrine 1978年3月18日 - )は、アメリカ合衆国カリフォルニア州出身の元バスケットボール選手。現役時代はNBAのボストン・セルティックスなどに所属していた。

## 現役時代
ワシントン州の高校から同州の短大に進学した後、1997年に地元の南カリフォルニア大学に転校。2001年のNBAドラフトでニュージャージー・ネッツから35位で指名されてNBA入り。2巡目指名だったことで立場が保証されていなかったが、見事に開幕ロースターを勝ち取る。入団から2年連続でNBAファイナルを経験し、4年間在籍した後、2005年にボストン・セルティックスと5年1500万ドルの契約を締結。2008年には、スカラブリニ自身はプレーオフ出場はなかったものの、NBAチャンピオンを経験。翌2009年のプレーオフは、レオン・ポウが右膝の重傷を負ったこともあり、12試合に出場機会が与えられた。
2010年夏、セルティックス時代にアシスタントコーチとして指導を受けたトム・シボドーがヘッドコーチに就任したシカゴ・ブルズに移籍。2シーズンプレーした後引退した。

## 引退後
引退後のスカラブリニは、主に2012年からボストン・セルティックスの解説者として活動しているが、2013-14シーズンのゴールデンステート・ウォリアーズのアシスタントコーチを務め、退任後は再びセルティックスの解説者を務めている。

## その他
現役時代のスカラブリニは、決して出場時間が多い選手ではなかったが、直向きにプレーする姿がボストン・セルティックスやシカゴ・ブルズ在籍時にはファンの間では人気の的となり、スカラブリニが出場していた時間帯には、会場から "スカ～ラ～ブリ～ニ!!!"の大合唱を受ける程であり、ブルズファンからは "The White Mamba" のニックネームを授けられる程だった。